# Fairchild AC-119
Fairchild AC-119G Shadow a AC-119K Stinger byly dvoumotorové pístovými motory poháněné letouny palebné podpory (anglicky: Gunship) vyvinuté Spojenými státy během války ve Vietnamu. Letouny nahradily stroje Douglas AC-47 Spooky a působily společně s prvními verzemi letounů palebné podpory AC-130 Spectre.

## Vývoj a popis
Do konce roku 1967 se myšlenka letounu palebné podpory s pevnými křídly, který poskytoval mohutnou palbu z boku letounu hlavně proti plošným cílům, natolik osvědčila, že letectvo Spojených států amerických (dále jen USAF) mělo co dělat, aby udrželo krok s rostoucí poptávkou po těchto letounech na bojištích v jihovýchodní Asii. Nový letoun palebné podpory s označením AC-130, který byl vytvořen v rámci projektu Gunship II byl sice velice účinný, ale pro jeho omezené počty byly nasazovány hlavně při útocích na Ho Či Minovu stezku. Navíc letouny C-130, z kterých byly tyto letouny odvozeny, hrály životně důležitou roli při leteckém zásobování ve válce ve Vietnamu. Nebylo jich tedy nazbyt. USAF zoufale potřebovalo nový letoun palebné podpory, který by nahradil zranitelné a motorově poddimenzované letouny AC-47 Spooky při poskytování blízké letecké podpory pozemním jednotkám a také jako doplněk letounů AC-130 při jejich útocích na Ho Či Minovu stezku.
Jasná volba padla na letoun Fairchild C-119 Flying Boxcar, který byl právě nahrazen ve službě v první linii letouny C-123 a C-130. Zásoba draků letounů a dalších součástí byla u rezervních jednotek USAF dostatečná. V únoru 1968 byl tedy zahájen projekt Gunship III, během kterého bylo 26 letounů C-119G přestavěno na letouny palebné podpory s označením AC-119G. Letouny dostaly původně jméno „Creep“, ale později byly známé pod svým volacím znakem „Shadow“. Hlavním účelem vytvoření těchto letounů bylo nahrazení letounů AC-47 při poskytování blízké letecké podpory.

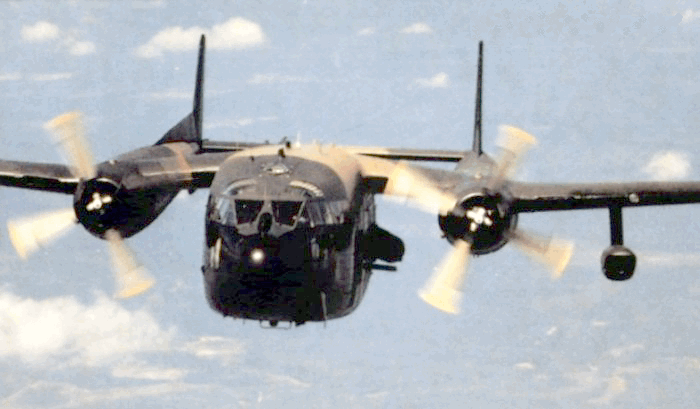
AC-119K za letu

Společnost Fairchild-Hiller, která byla pověřena přestavbou všech letounů, nato přestavěla dalších 26 letounů C-119G na verzi AC-119K, která měla jako „lovec náklaďáků“ působit hlavně nad Ho Či Minovou stezkou. Tyto letouny dostaly jméno „Stinger“ kvůli dvojici kanónů M61 Vulcan ráže 20 mm, které byly přidány k obvyklé čtveřici „minigunů“ GAU-2/A. Letouny AC-119K mohou být na první pohled odlišeny od předchozího typu podle dvojice pomocných proudových motorů General Electric J85 v závěsech pod křídly. Všechny přestavby letounů byly provedeny v továrně společnosti Fairchild-Hiller v St. Augustine na Floridě.
Projekt Gunship III byl zahájen až po prvních úspěšných verzích letounu AC-130, což znamenalo, že letoun byl ve všech ohledech podstatně lepší než letouny Douglas AC-47 Spooky. Letouny nesly radarové vybavení i přístroje pro elektronické rušení. Nesly i xenonové světlomety, přístroje pro noční vidění i zařízení pro vypouštění světlic.
Letouny AC-119K, určené pro útoky na vozidla na Ho Či Minově stezce, měly ještě lepší vybavení. Součástí přestavby byl i dopplerovský navigační radar AN/APN-147, infračervená věžička (FLIR) AN/AAD-4, sledovací radar s bočním vyzařováním AN/APQ-133 a vyhledávací radar AN/APQ-136.
Výzbroj obou typů letounu byla jednodušší než u letounu AC-130. Letouny AC-119G nesly čtveřici rychlopalných rotačních kulometů (minigunů) GAU-2A/A střílejících z boku letounu. Letouny AC-119K navíc potřebovaly větší palebnou sílu k ničení vozidel, a proto byly miniguny doplněny dvojicí kanónů M61 Vulcan ráže 20 mm, které rovněž střílely z boku letounu.

## Operační historie

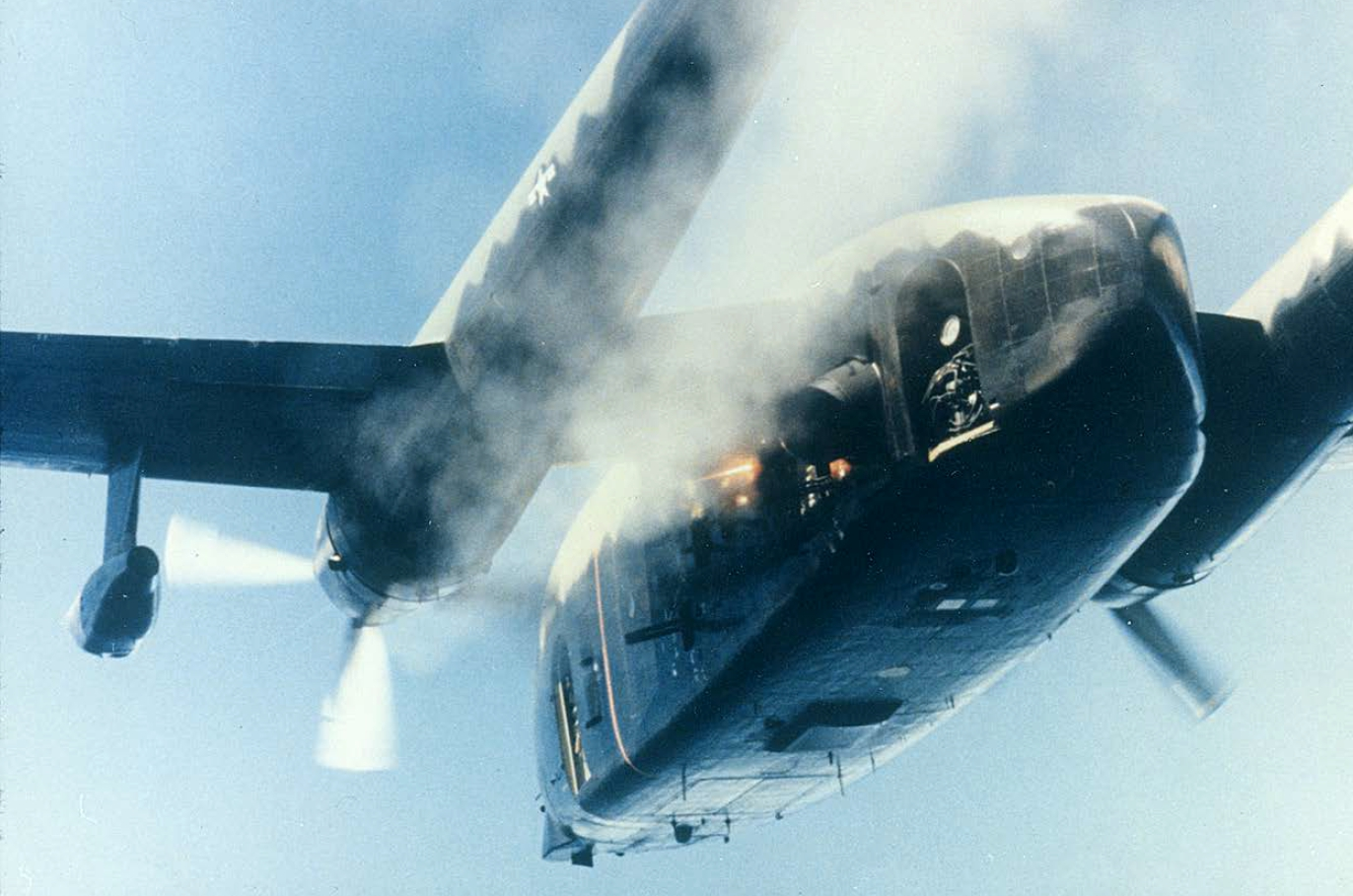
AC-119K při palbě.

Letouny se od listopadu 1968 připojily k 14. křídlu zvláštních operací (14th Special Operations Wing) na základně Nha Trang. Letouny AC-119G byly přiděleny k 71. peruti zvláštních operací, která byla zformována z bývalé 71. přepravní perutě (71st Troop Carrier Squadron) leteckých rezerv USAF. V roce 1969 byly letouny předány nově zformované 17. peruti zvláštních operací (17th Special Operations Squadron).
Letouny AC-119K byly přiděleny k 18. peruti zvláštních operací (18th Special Operations Squadron). Po přidání těchto dvou typů, mělo 14. křídlo zvláštních operací v roce 1968 ve Vietnamu 8 různých typů letounů, které působily z deseti základen. 14. křídlo zvláštních operací bylo rozpuštěno v roce 1971. Omezený počet letounů byl poté i nadále provozován v Hurlburt Field na Floridě, a to nejméně do podzimu 1972, ale krátce poté byly letouny AC-119 vyřazeny ze služby u USAF. Letouny AC-119G a 119K poté pokračovaly ve službě ve velmi malém počtu u Letectva Vietnamské republiky (VNAF) až do sjednocení země po pádu Saigonu v roce 1975. Během války ve Vietnamu bylo z nejrůznějších příčin ztraceno jen 5 letounů AC-119.

## Vystavené letouny
- AC-119G Shadow, AF Ser. No. 53-3144, je vystaven v Air Commando Heritage Park ne letišti Hurlburt Field na Floridě.[3]

## Varianty
AC-119G
První verze pro poskytování blízké letecké podpory. Přestavěno 26 strojů.

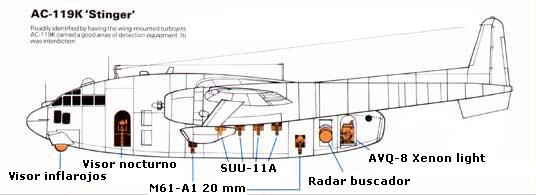
AC-119K
Druhá verze s posílenou výzbrojí. Přidána dvojice kanónů ráže 20 mm pro ničení vozidel a pomocné proudové motory General Electric J85. Přestavěno 26 strojů.

## Specifikace (AC-119K)
Technické údaje pocházejí ze stránek „Národního muzea USAF“.

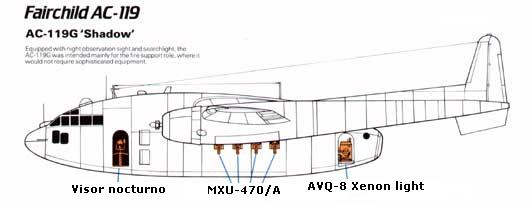
AC-119G

### Technické údaje
- Posádka: 10 (pilot, druhý pilot, navigátor, noční pozorovatel, operátor radaru/FLIR, palubní inženýr, operátor světlometu, tři střelci)
- Rozpětí: 33,31 m
- Délka: 26,36 m
- Výška: 8,12 m
- Nosná plocha: ? m²
- Plošné zatížení: ? kg/m²
- Prázdná hmotnost: ? kg
- Max. vzletová hmotnost: 36 470 kg
- Pohonná jednotka: 2× hvězdicový motor Wright R-3350-85 Duplex Cyclone
- Výkon pohonné jednotky: 3 500 k (2 610 kW)
- Pomocná pohonná jednotka: 2× proudový motor General Electric J85-GE-17
- Tah pomocné pohonné jednotky: 12,7 kN

### Výkony
- Cestovní rychlost: 333 km/h (207 mph) ve výšce 1 000 – 2 000 m
- Maximální rychlost: ? km/h ve výšce ? m
- Dolet: 3 100 km (1 930 mil) nebo 5 hodin (+ 30 minut rezerva)
- Dostup: 7 100 m (23 300 stop)
- Stoupavost: ? m/s (? m/min)

### Výzbroj
- 4× minigun GAU-2/A ráže 7.62 mm se zásobou 21 500 nábojů
- 2× šestihlavňový rotační kanón M61 Vulcan ráže 20 mm se zásobou 3 000 nábojů
- 24× světlice Mk 24 ve vypouštěcím zařízení LAU-74/A

## Uživatelé
Spojené státy americké
- Letectvo Spojených států amerických

 Vietnamská republika
- Letectvo Vietnamské republiky

#### Související vývoj
- Fairchild C-119 Flying Boxcar

#### Podobná letadla
- Alenia AC-27J
- Douglas AC-47 Spooky
- Lockheed AC-130